# Eustrotia ferrimacula
Eustrotia ferrimacula är en fjärilsart som beskrevs av George Francis Hampson 1906. Eustrotia ferrimacula ingår i släktet Eustrotia och familjen nattflyn. Inga underarter finns listade i Catalogue of Life.